# Ronda Este de Miranda de Ebro
La Ronda Este de Miranda de Ebro o N-1R es una carretera de doble calzada que permite el acceso a Miranda de Ebro desde la Autovía A-1 y la carretera nacional N-1. La Ronda comienza en el límite autonómico entre Castilla y León y Euskadi, en un gran rotonda de 140 metros de diámetro compartida por ambas comunidades autónomas. Finaliza en la BU-740 con la entrada al casco urbano de la ciudad.
Se inauguró el 16 de julio de 2010 y su presupuesto ascendió a los 7,3 millones de euros. La ronda tiene cruces de circulación a nivel regulados por rotondas y cruza dos vías de ferrocarril. El límite de velocidad está estipulado en 50 km/h debido a que no tiene arcenes y es considerado un tramo urbano.
La Ronda Este tan sólo es el primer tramo de una serie de rondas que se prolongarán y  circunvalarán la ciudad de Miranda de Ebro atravesando el río Bayas y el río Ebro, y creando nuevos accesos al centro urbano en el sur (Polideportivo de Anduva y Barriada de San Juan del Monte) y el oeste (Barrio de El Crucero).

## Recorrido
| Velocidad | Esquema | Kilómetro | Sentido Miranda de Ebro (descendente)                      | Sentido Vitoria (ascendente)                                                                    | Carretera que enlaza                             | Notas     |
| --------- | ------- | --------- | ---------------------------------------------------------- | ----------------------------------------------------------------------------------------------- | ------------------------------------------------ | --------- |
|           |         | 0         |                                                            | E-80 A-1 Vitoria - Irún N-1 Madrid - Irún Polígono industrial Bayas Plataforma Logística Arasur | E-80 A-1 N-1 Ctra. de Rivabellosa Ctra. de Bayas |           |
|           |         | 0,470     | FF.CC. Madrid-Irún                                         | FF.CC. Madrid-Irún                                                                              |                                                  |           |
|           |         | 0,750     | Polígono industrial Bayas                                  | Polígono industrial Bayas                                                                       | Calle Orón                                       |           |
|           |         | 1,200     | Polígono industrial Bayas Pabellón Multifuncional de Bayas | Polígono industrial Bayas Pabellón Multifuncional de Bayas                                      | Calle Guadalquivir                               |           |
|           |         | 1,720     | Ramal ferroviario industrial                               | Ramal ferroviario industrial                                                                    |                                                  |           |
|           |         | 1,800     | BU-740 Miranda de Ebro (sur) N-124 BU-740 Logroño          |                                                                                                 | BU-740                                           | (rotonda) |